# Яруга (Могилів-Подільський район)
Яру́га —  село в Україні, у Могилів-Подільській міській громаді Могилів-Подільського району Вінницької області.
На кресленні Боплана Яруга позначена як містечко.

## Географія
У селі знаходиться гідрологічна пам'ятка природи місцевого значення Джерело «Яруга». Через село протікає річка Олинек, яка тут впадає у Дністер. Відстань до райцентру становить близько 27 км і проходить автошляхом Т 0202. Поблизу села розташований пункт пропуску на кордоні з Молдовою Яруга—Ярова.

## Історія
У 1617 році неподалік від Буші, під Яругою, відбулось зіткнення коронної армії гетьмана Станіслава Жолкевського (1547–1620) і татарських військ Іскандера-паші. Бойові дії завершились тим, що Жолкевський підписав у Буші мирний договір з турками, завдяки якому вдалося на кілька років відсунути вибух широкомасштабної польсько-турецької війни (хоча заради цього полякам, за умовами договору, довелося знищити деякі фортеці, наприклад, Бершадь).
До 1648 року Яруга була у складі Брацлавського воєводства Польщі.
Під час Визвольної війни з 1648 року Яруга у складі  Подільського полку увійшла до складу Української держави.  З 1657 року Яруга стала сотенним містечком і Ярузька сотня увійшла до складу відновленого Могилівського полку, де й перебувала до 1676 року. В сотні тоді налічувалося 147 козаків. 
7 (20) листопада 1917 року, відповідно до Третього Універсалу Української Центральної Ради, увійшло до складу Української Народної Республіки. 
Під час Другої світової війни, що зачепила село у 1941–1944 роках, староста села, колишній голова колгоспу Федір Крижевський і все населення села врятували від знищення як місцевих євреїв, так і біженців із інших містечок.
12 червня 2020 року, відповідно до Розпорядження Кабінету Міністрів України № 707-р «Про визначення адміністративних центрів та затвердження територій територіальних громад Вінницької області», увійшло до складу Могилів-Подільської міської громади.
19 липня 2020 року, в результаті адміністративно-територіальної реформи та ліквідації Могилів-Подільського району (1923 — 2020), село увійшло до складу новоутвореного Могилів-Подільського району.

## Населення
Населення — 694 осіб. 

### Мова
Розподіл населення за рідною мовою за даними перепису 2001 року:
| Мова       | Відсоток |
| ---------- | -------- |
| українська | 96,11%   |
| російська  | 2,45%    |
| румунська  | 1,15%    |

## Галерея

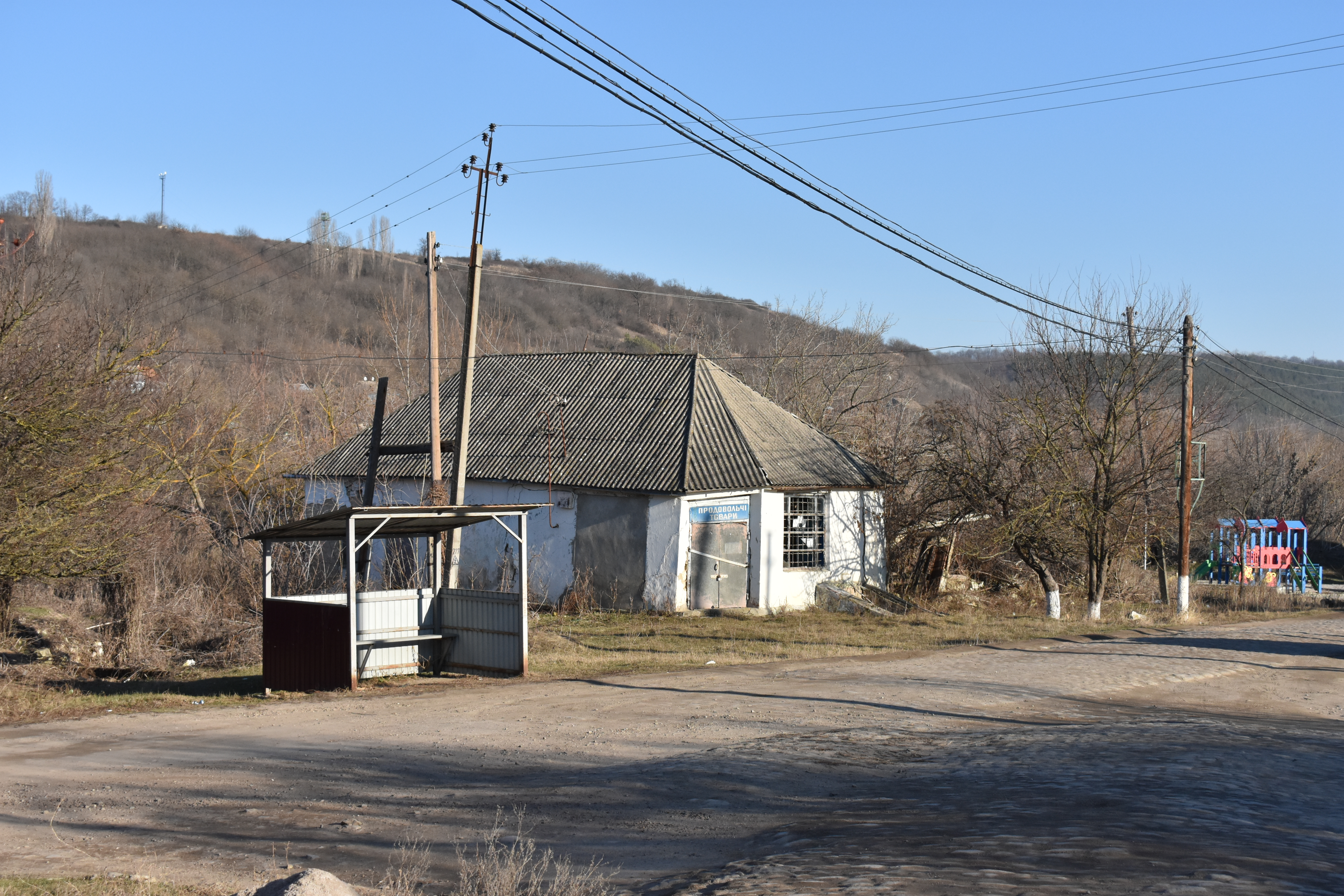
Зупинка
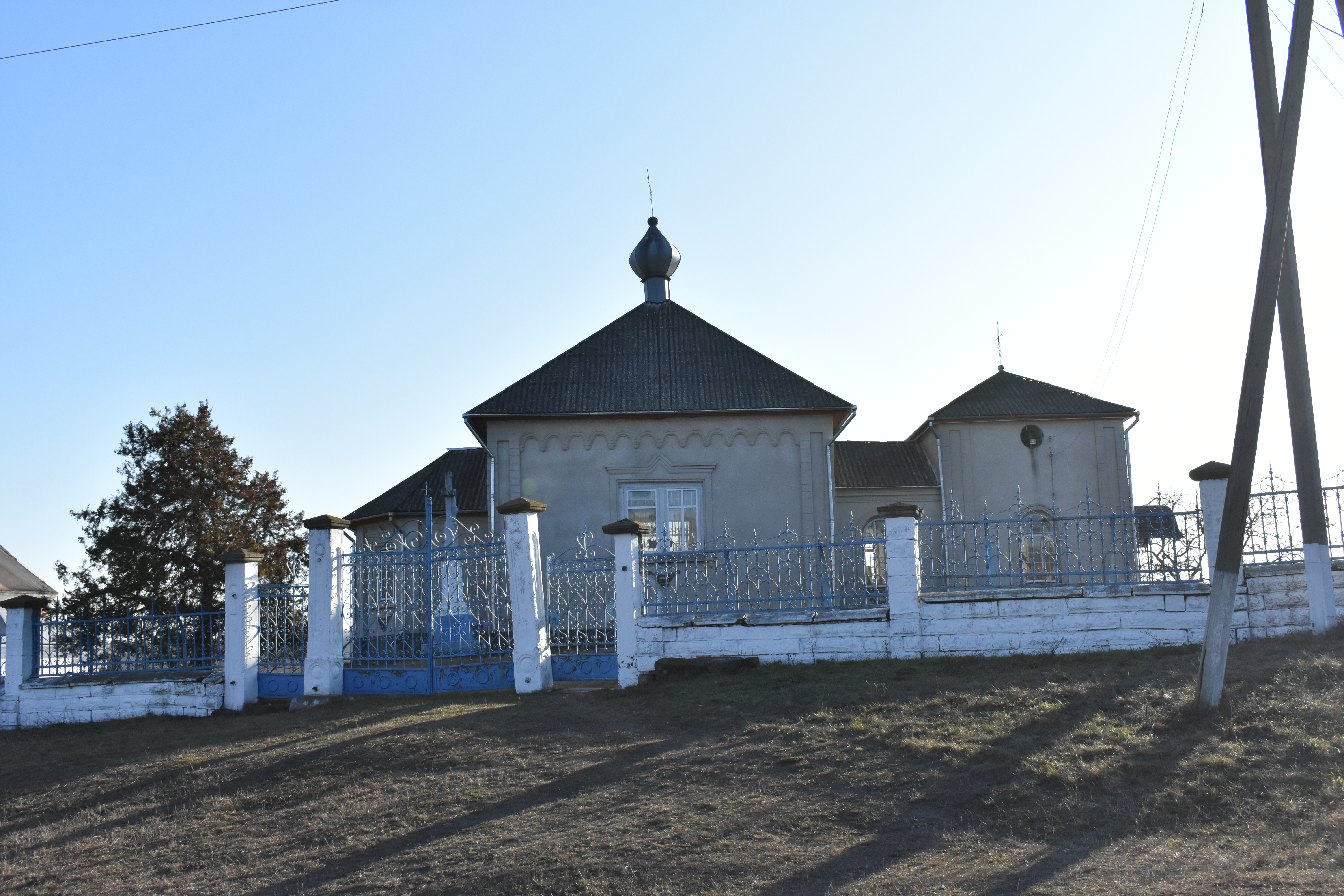
Церква
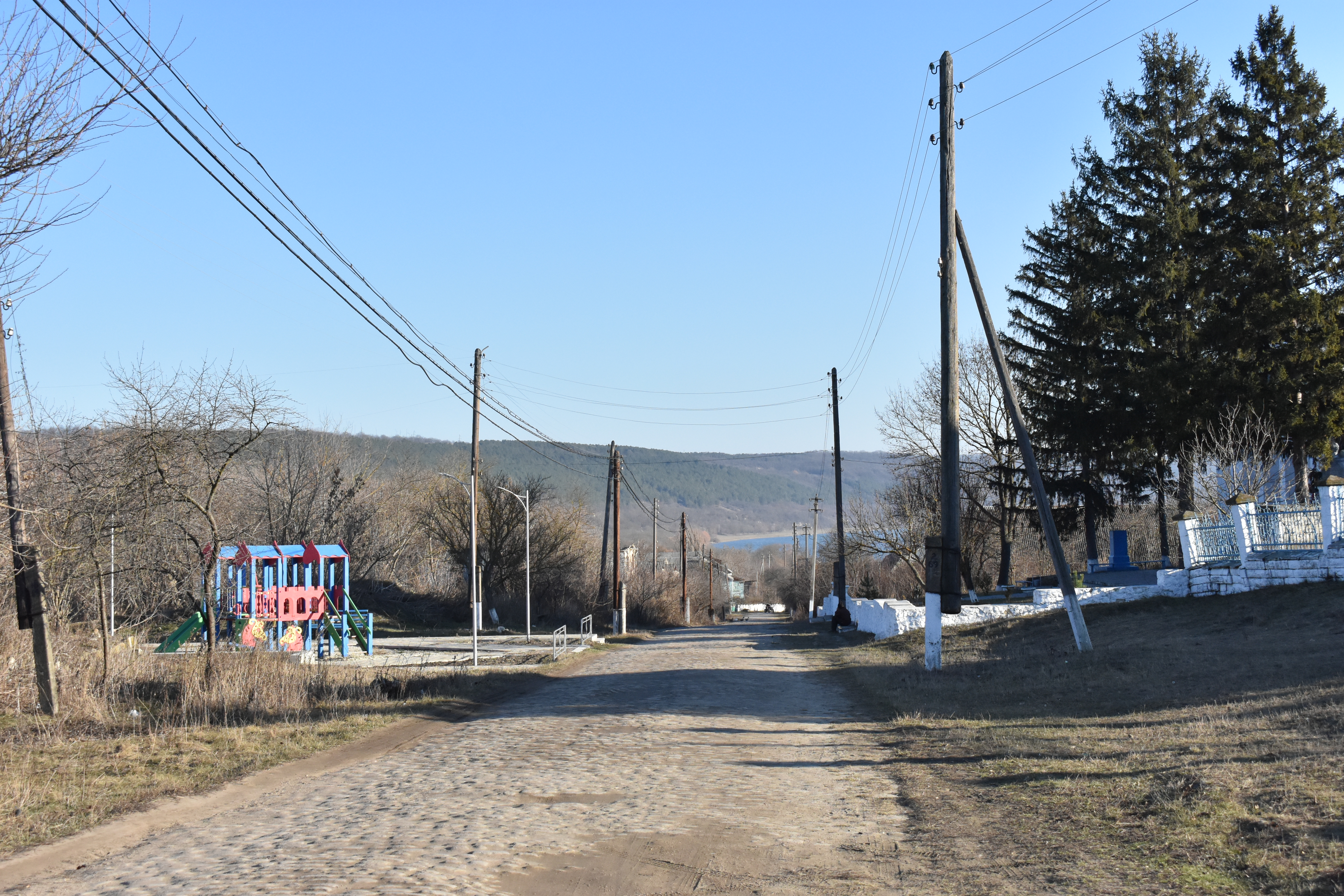
Вулиця
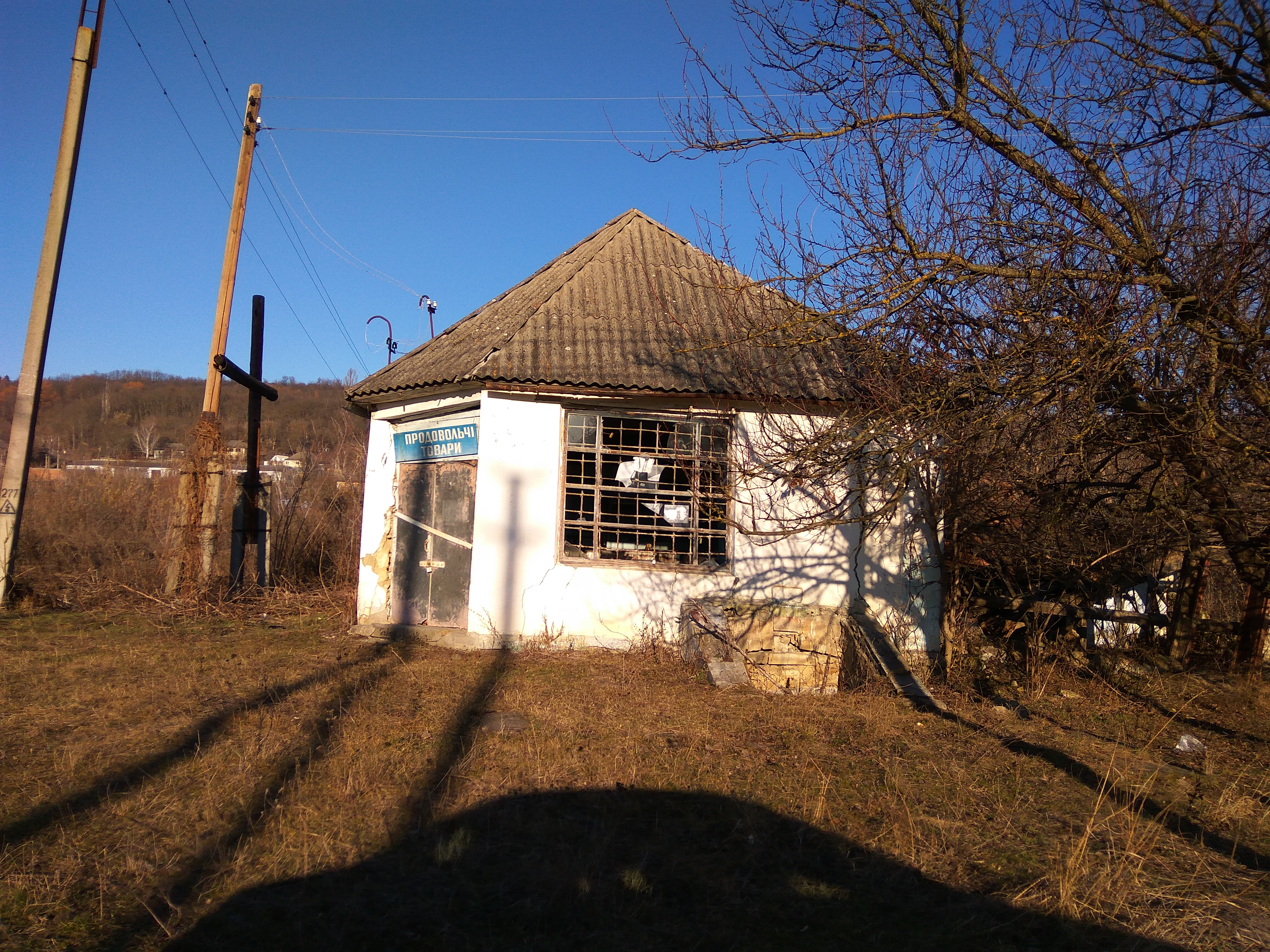
Колишній магазин
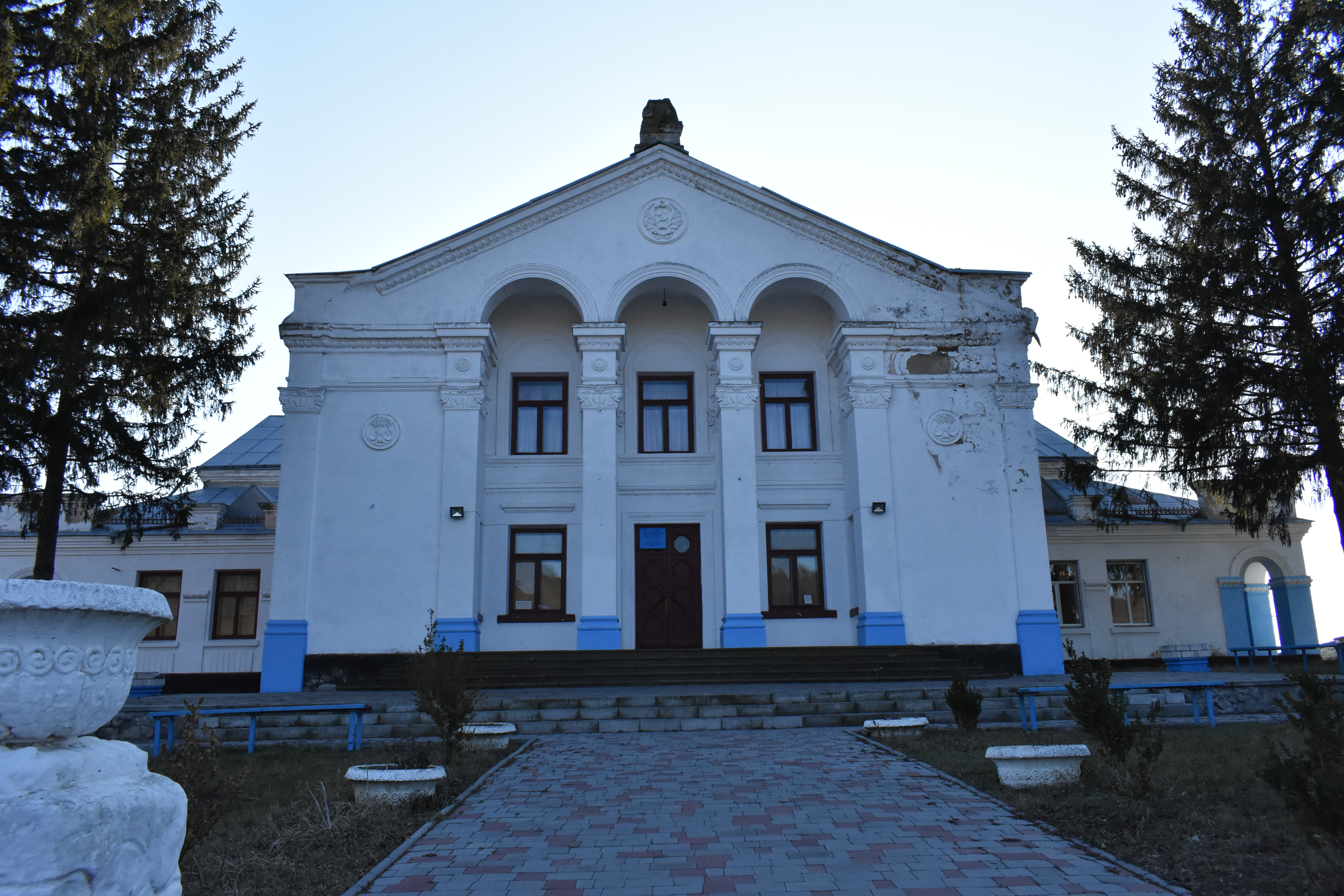
Будинок культури
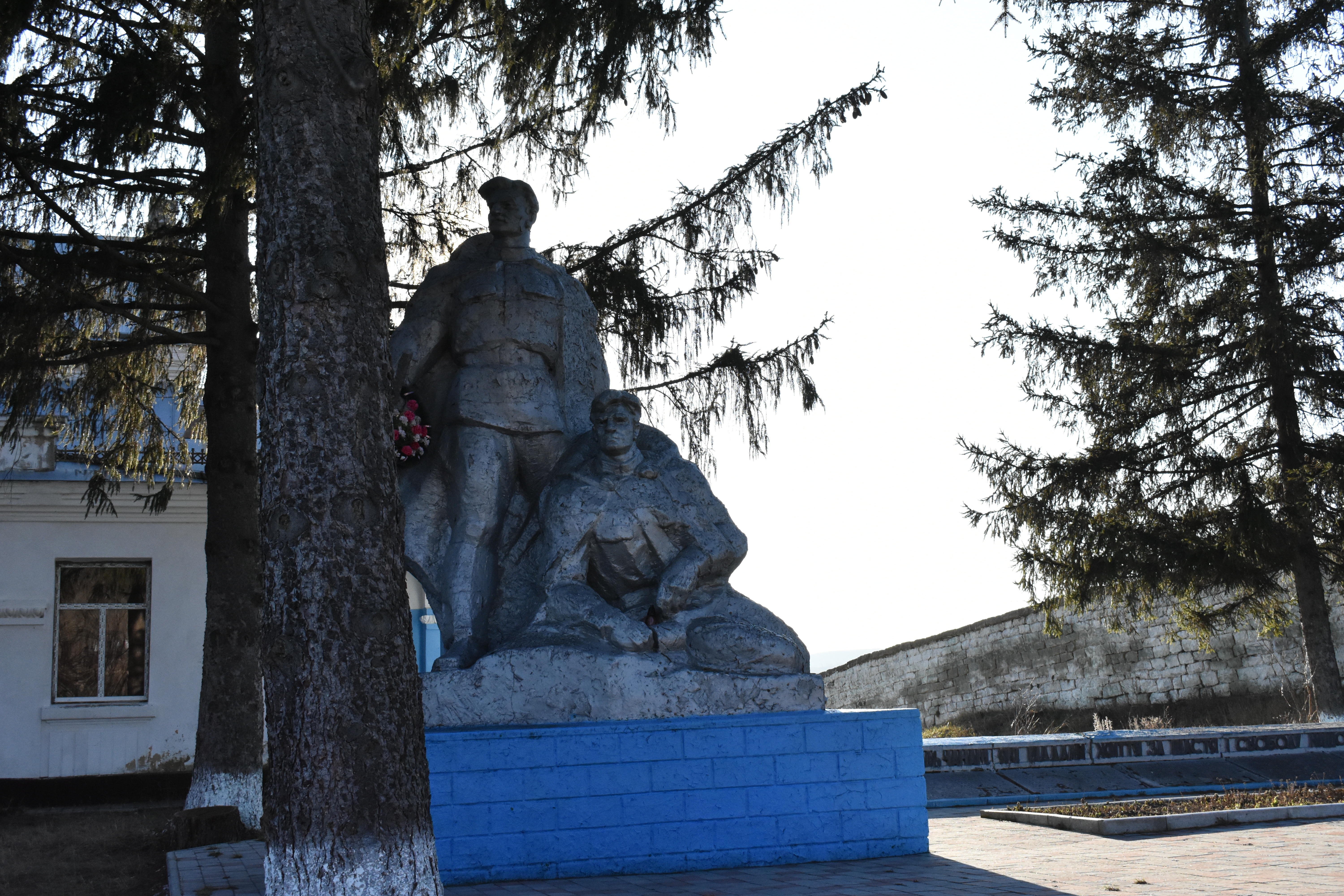
Пам'ятник